# Mika'ela Fisher
Pour les articles homonymes, voir Fisher.
 (novembre 2023).
Mika'ela Fisher, née le  25 février 1975 à Munich, est une réalisatrice, scénariste, productrice et actrice allemande. Elle est également mannequin et maître tailleur. En 2013, elle réalise et produit son premier court métrage Die Tapferen Haende im Chaos der Zeit (Les Mains courageuses dans le chaos du temps. Elle est également connue sous les noms Mika'Ela Fisher ou Mikaela Fisher (l'orthographe correcte du prénom est avec une apostrophe).

## Biographie

### Maitre tailleur

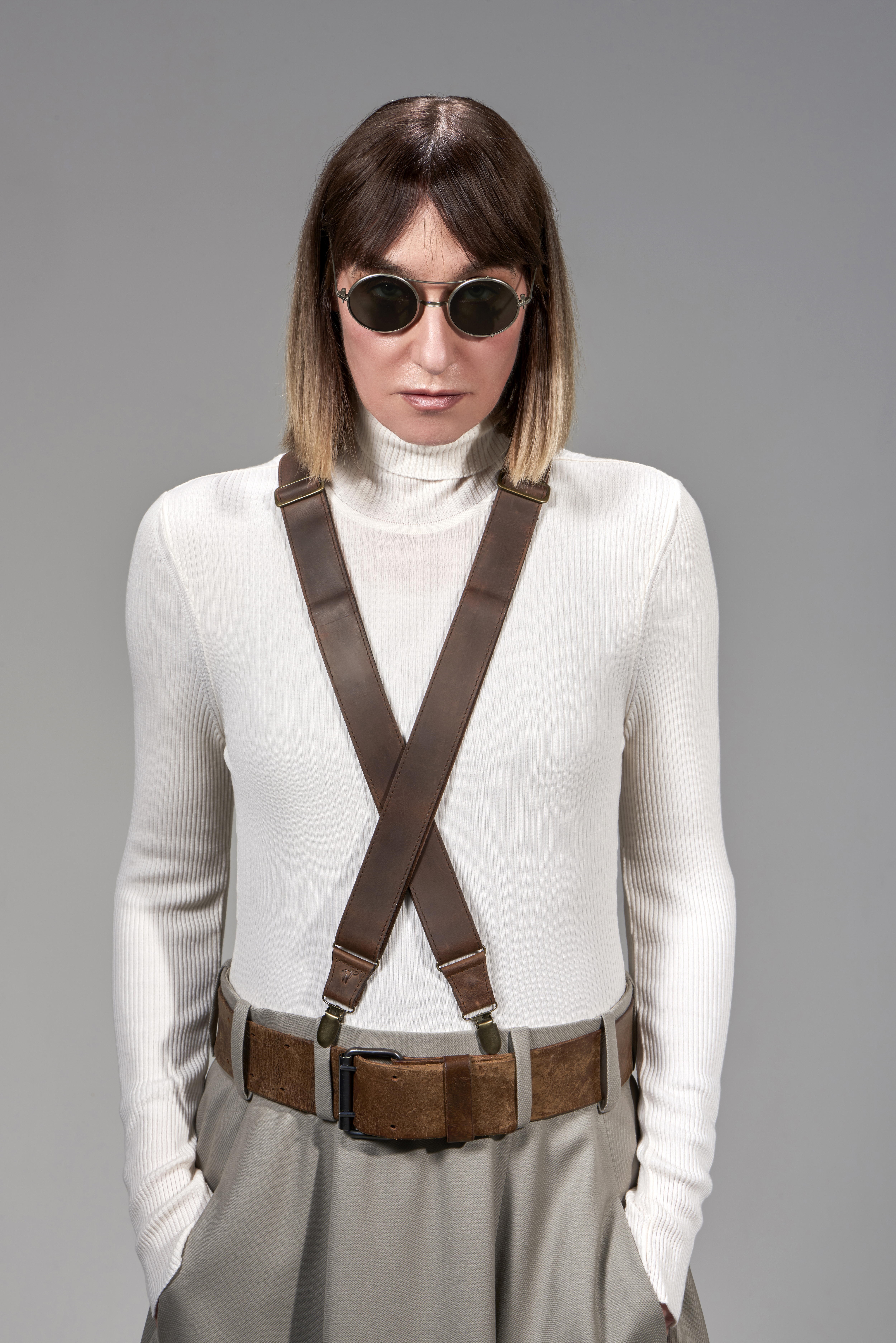
Mika'Ela Fisher Style

Dès son plus jeune âge elle a appris le métier de tailleur et en fin d'études elle a reçu le prix d’État de la Bavière pour l’Artisanat. Elle obtient son diplôme de maître tailleur au sein de la maison Max Dietl, Grand Couture de l'art sartorial à Munich. En présentant ses créations au congrès mondial des maîtres tailleurs en 2001, à Paris, elle est sélectionnée pour la France. En outre, elle collabore avec Camps de Luca, Cerruti, Opéra Garnier, ainsi que la Comédie-Française[source secondaire souhaitée]. De 2017 à 2022, elle a été professeure de modélisme à l'école nationale  supérieure des arts décoratifs. Fisher consacre désormais son travail à des oeuvres d'art sartorial, sculptural. Elle est membre de la Homo Faber - Michelangelo Foundation, qui regroupe les Maîtres des Métiers d'Art d'Excellence du  monde entier.

### Mannequinat
Mannequin depuis plusieurs années pour les maisons Martin Margiela, Hermès, John Galliano entre autres. Elle pose en tant que modèle pour le peintre français Boussignac et le peintre et l'illustrateur français Hubert de Lartigue.

### Cinéma
Après avoir pris des cours de comédie auprès de Jack Waltzer et John Strasberg à l'Actors Studio ,, elle est remarquée au cinéma pour son rôle de tueuse dans le film Ne le dis à personne, réalisé par Guillaume Canet.
Elle tient en 2009 l'un des rôles principaux du film The Lost Door, réalisé par Roy Stuart.
Elle passe à la réalisation en 2013, avec le court métrage Die Tapferen Haende im Chaos der Zeit (de) (Les Mains courageuses dans le chaos du temps), dont elle est également productrice et styliste. Le film a fait sa première mondiale en 2013 au Festival de Cannes parmi les courts-métrages. Il a ensuite été présenté lors de nombreux festivals, entre autres le Revelation Perth International Film Festival, le Lucerne Film Festival et a obtenu une nomination dans les catégories Meilleur Réalisateur et Meilleure bande originale au Maverick Movie Awards 2013. Enfin, il a été primé en tant que Meilleur Film d'Art au Columbus International Film Festival, remportant le Silver Chris Award,,,.
Victory's Short (de) (2014), son deuxième court-métrage en tant que réalisatrice et productrice, est nommé au Milan International Film Festival 2015 (MIFF Awards Best Short Film),.
En 2015, elle réalise et produit son troisième court métrage, Männin, inspirée de la Bible de Martin Luther, et elle interprète le double rôle d’Adam et d’Ève. Männin a reçu le Prix Award of Merit dans la catégorie Women Filmmakers à l'Accolade Global Film Competition 2015,, et une nomination dans la catégorie meilleur court-métrage d'avant-garde à l'American Psychological Association APA Film Festival.
Ses trois courts métrages sont sortis en salle le 16 décembre 2015.
En 2016, elle filme un documentaire, L'architecte textile (de) sur l'art sartorial alors qu'elle réalise un costume trois pièces sur mesure. Ce travail minutieux nécessite plus de cent heures, ainsi le tournage a duré six mois. Le film est sorti en salle le 27 septembre 2017. À la suite de la première en France pendant la Fashion Week de Paris, L'architecte textile célèbre la première allemande pendant la Fashion Week de Berlin le 19 janvier 2018.
Le film  est également sélectionné au Festival du film de Newport Beach et est ainsi présenté pour la première fois aux États-Unis le 30 avril 2018. L'architecte textile était récompensé comme meilleur film d'art indépendant au On Art Film Festival 2018 en Pologne. En 2019, le film sera présenté lors du Sonoma International Film Festival
,. Il a également été nommé lors de nombreux autres événements artistiques, dont la Biennale internationale d'Art contemporain de Florence en 2019,.
Elevated Perspective - Haute Mesure est un film sketch très court, qu'elle a produit et réalisé pour l'InterContinental  Hôtel, Los Angeles Downtown en 2018 .
Son premier long métrage, une satire inspirée de la mythologie perse (Ahriman) nommée Die Höhenluft - für Alle und Keinen (de), a été sélectionné au 55. Internationale Hofer Filmtage , et est sorti en salle le 16 novembre 2023 en Allemagne. Ce film, du fait de sa particularité et de son originalité, a suscité beaucoup de surprise et d'étonnement dans le public mais aussi de nombreux éloges dans la presse,,,,,,,,.
" L'air de la montagne - pour tous et pour personne " ( titre en français ) a également été remarqué en France, notamment par la Revue Jeune Cinéma.

## Filmographie

### Actrice

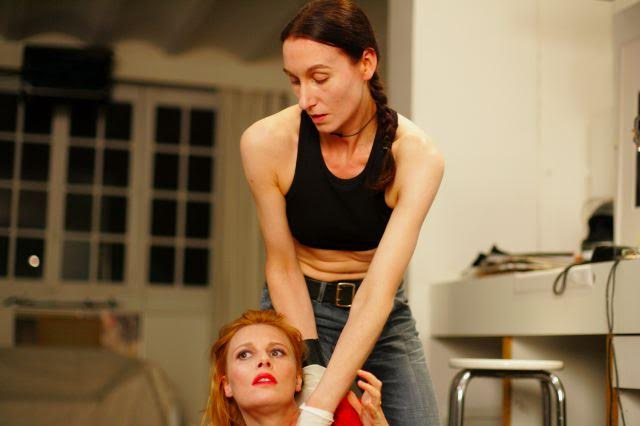
Mika'ela Fisher dans Ne le dis à personne

Affiche du film Männin (2015).

- 2005 : Home Cinema de Philippe Fernandez et Mika'ela Fisher : elle-même
- 2006 : Ne le dis à personne de Guillaume Canet : Zak
- 2006 : Everyone is Beautiful John Galliano Show de Nick Knight : Lady Tango Dancer
- 2006 : Retour au pays de Merzak Allouache : l'artiste
- 2007 : La Promenade de Marina de Van : la prostituée
- 2008 : Lisa de Lorenzo Recio : la mère
- 2008 : Pour elle  de Fred Cavayé : femme tatouée
- 2009 : The Lost Door  de Roy Stuart : Kristina
- 2010 : Image particulière de Kevin Sean Michaels : Sophie
- 2011 : Boro in the Box de Bertrand Mandico : Ligia
- 2011 : Out of Fashion: Maison Martin Margiela de Martin Margiela : mannequin
- 2012 : The Naked Leading the Blind   de Wim Vanacker : Martha
- 2013 : Star Meter : Cataracte (Art video) de Mika'Ela Fisher / Philippe Deutsch : Cataract
- 2013 : Die Tapferen Haende im Chaos der Zeit de Mika'Ela Fisher : mannequin
- 2014 : Colt 45 de Fabrice Du Welz : Mika
- 2014 : Victory's Short de Mika'Ela Fisher : Gabrielle Montvignier
- 2014 : Entre vents et marées de Josée Dayan : Katerina
- 2015 : Männin (de) de Mika'Ela Fisher : Adam / Eva / Männin
- 2015 : The Artist is Absent: A Short Film on Martin Margiela d'Alison Chernick : modèle
- 2017 : Odile dans la vallée de Bertrand Mandico et Elina Löwensohn : Odile
- 2017 : The Women Collection de Claudio Duarte : Karl Lagerfeld
- 2017 : L'architecte textile de Mika'Ela Fisher : maître tailleur
- 2018 : Elevated Perspective - Haute Mesure de Mika'Ela Fisher : Maître Tailleur / Mannequin
- 2020 : Un ange au bord de l'océan de Anne Amiand : L'ange
- 2023 : Die Höhenluft - für Alle und Keinen de Mika'Ela Fisher : Angra M.

### Réalisatrice
- 2013 : Die Tapferen Haende im Chaos der Zeit
- 2014 : Victory's Short
- 2015 : Männin
- 2017 : L'architecte textile
- 2018 : Elevated Perspective - Haute Mesure
- 2023 : Die Höhenluft - für Alle und Keinen

### Scénariste

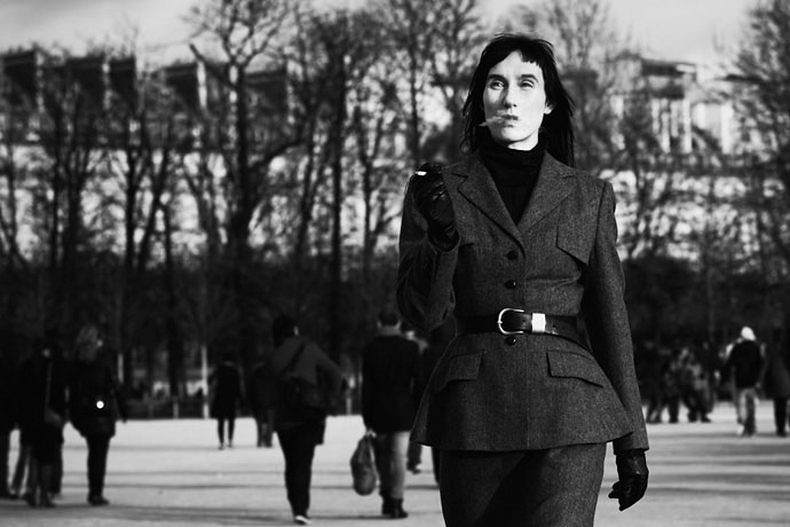
Mika'Ela Fisher Les Mains courageuses dans le chaos du temps

- 2013 : Die Tapferen Haende im Chaos der Zeit
- 2015 : Männin
- 2017 : L'architecte textile
- 2018 : Elevated Perspective - Haute Mesure
- 2023 : Die Höhenluft - für Alle und Keinen

### Productrice
- 2013 : Die Tapferen Haende im Chaos der Zeit
- 2014 : Victory's Short
- 2015 : Männin
- 2017 : L'architecte textile
- 2018 : Elevated Perspective - Haute Mesure
- 2023 : Die Höhenluft - für Alle und Keinen

## Distinctions

### Récompenses

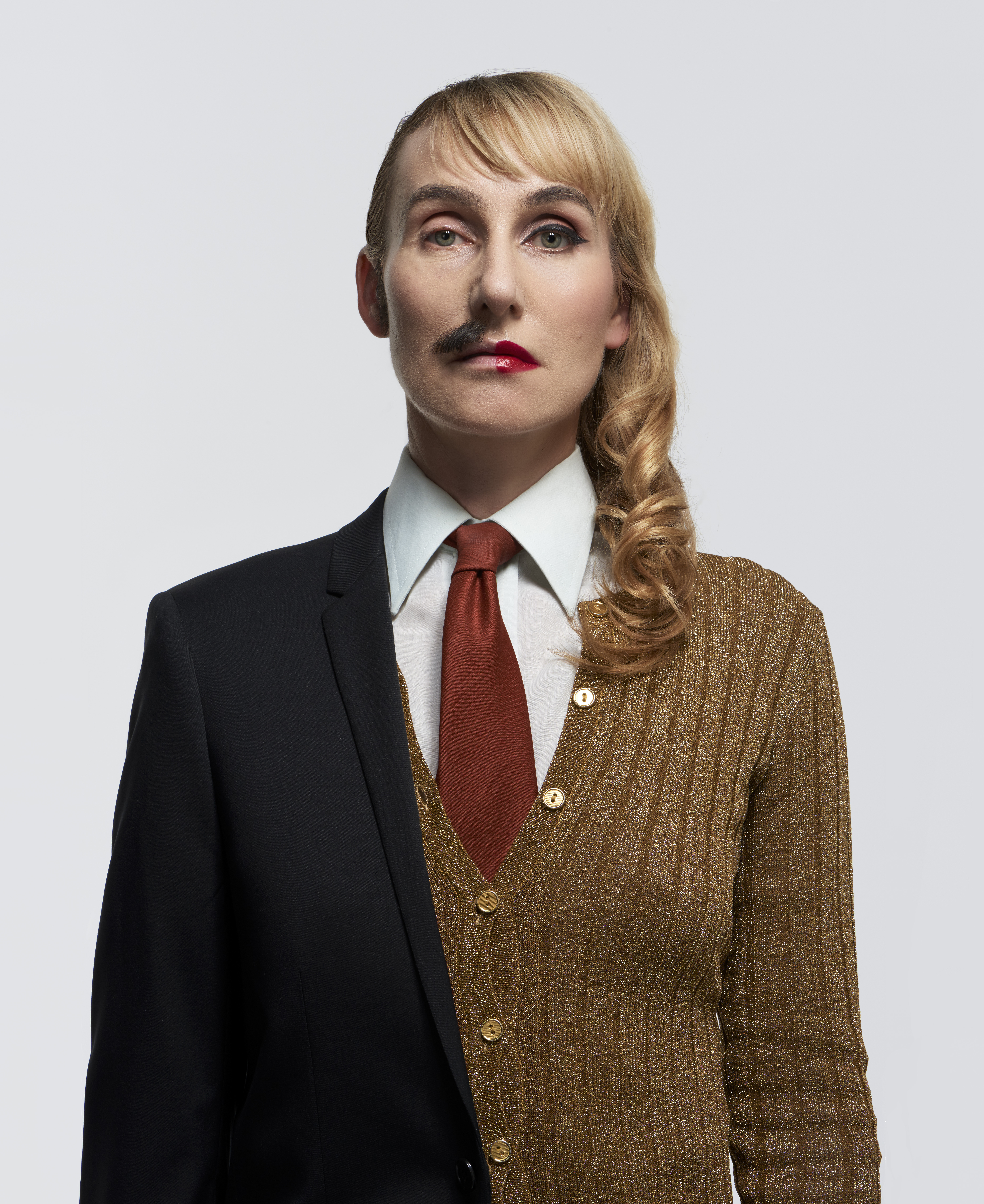
Mika Ela Fisher Männin

- 2020 : Festival Prize Best Opera Prima Film pour L'architecte textile[43]
- 2020 : Festival Prize Best Opera Prima Director pour L'architecte textile
- 2018 : On Art Award (Long - independent) On Art Film Festival pour L'architecte textile [44]
- 2015 : Award of Merit (Women Filmmakers) Accolade Global Film Competition pour Männin
- 2015 : Award of Merit (Costume Design) IndieFest Film Awards pour Les Mains courageuses dans le chaos du temps
- 2015 : Award of Recognition (Experimental) IndieFest Film Awards pour Die Tapferen Haende im Chaos der Zeit
- 2015 : Award of Merit (Film Short) Accolade Global Film Competition pour Die Tapferen Haende im Chaos der Zeit
- 2014 : Silver Chris Award (Best Of Art) Columbus International Film & Video Festival pour Les Mains courageuses dans le chaos du temps[45]
- 2012 : Meilleure actrice dans un second rôle American International Film Festival pour The Naked Leading the Blind[46].

### Nominations

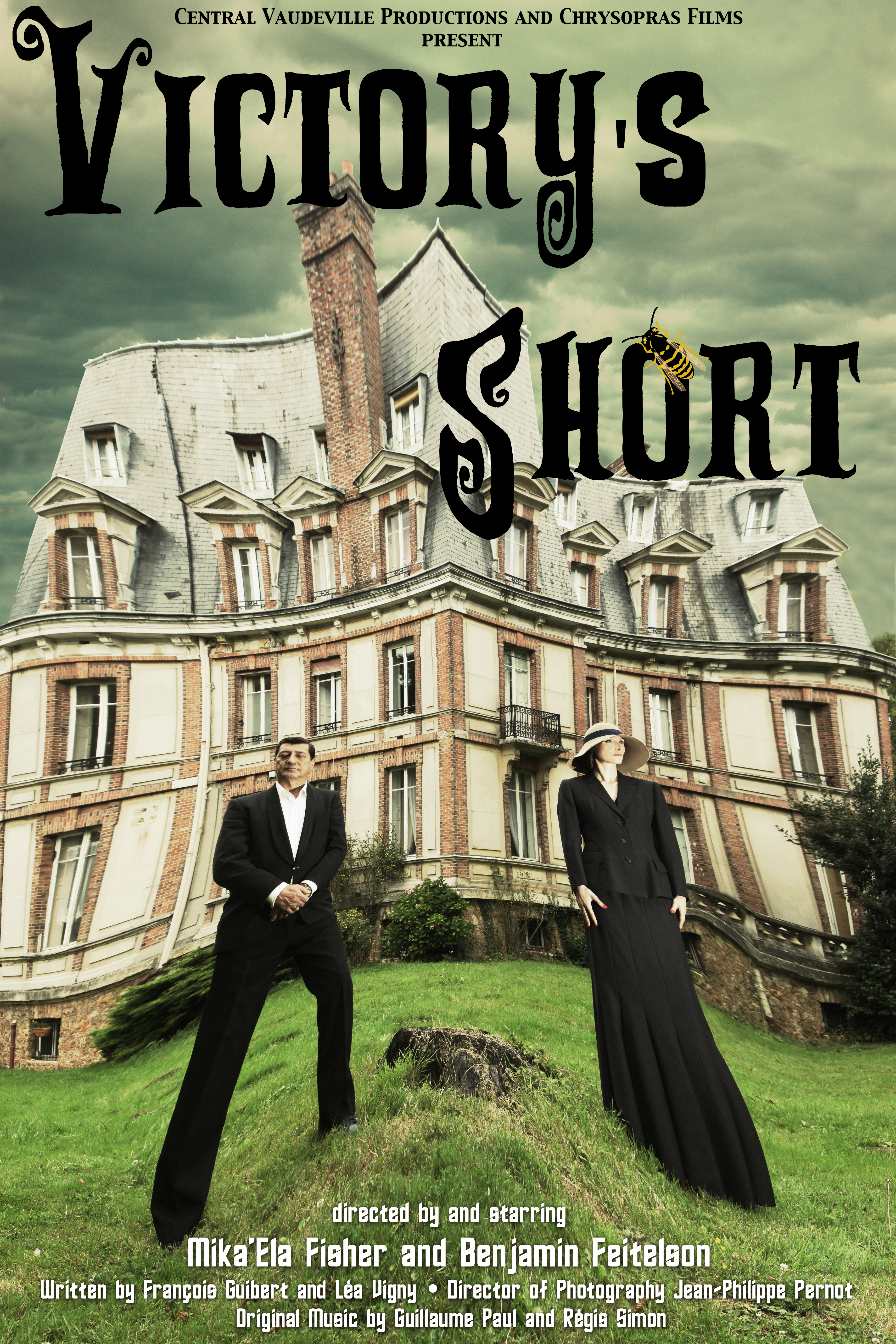
Affiche de Victory's Short (2015).

- L'architecte textile (2019) Florence Biennale
  - Film Art Award (Design - Film Art)  [47]
- L'architecte textile (2019) Sonoma International Film Festival
  - Jury Award (Fashion Feature Film)[48]
- L'architecte textile (2018) Newport Beach Film Festival
  - Documentary Award (Art, Architecture & Design)  [49]
- Elevated Perspective - Haute Mesure (2018) Linea d'Ombra Festival
  - Best Short Film (vertical movie)[50]
- Männin (2015) Ameriican Psychological Association Film Festival
  - Best Short Film ( Avant-garde art )
- Victory's Short (2015) Milan International Film Festival Awards
  - Best Short Film
- Die Tapferen Haende im Chaos der Zeit (2013) Maverick Movie Awards
  - Meilleure réalisatrice
- The Naked Leading the Blind (2013) Northwest Ohio Independent Film Festival 
  - Meilleure actrice
- The Naked Leading the Blind (2012) Maverick Movie Awards
  - Meilleure actrice dans un second rôle

### Appréciation
- The Top 20 Female Performances of 2008 - pour son rôle dans le film Tell no one / Ne le dis à personne[51]